# Ливицкий, Андрей Николаевич
Андре́й Никола́евич Ливи́цкий (9 апреля 1871, Лепляво, Полтавская губерния, Российская империя — 17 января 1954, Карлсруэ) — украинский общественный и политический деятель. Первый президент УНР в изгнании.

## Биография
Окончил Коллегию Павла Галагана, позднее — юридический факультет Киевского университета.
Работал адвокатом и мировым судьёй в Лубнах, Каневе, Золотоноше. В студенческие годы принимал участие в украинском освободительном движении, возглавлял студенческое общество в Киеве.
С 1901 года — член Революционной украинской партии, руководитель отдела партии в Лубнах. С 1917 года — член Украинской Центральной Рады и Крестьянского Союза. В период Украинской державы (1918) входил в состав Украинского национального союза, который находился в оппозиции к власти П. Скоропадского.
Во время правления Директории УНР был одним из организаторов и руководителей Трудового конгресса Украины. Был министром юстиции и заместителем председателя Рады Народных министров УНР Б. Мартоса (1919), руководителем Министерства иностранных дел в правительстве И. Мазепы (1919).
С октября 1919 года — в составе украинской дипломатической делегации находился в Варшаве, где разрабатывал условия украинско-польского договора, который был подписан в 1920 году. После поражения украинского национально-освободительного движения вынужден был эмигрировать. Возглавлял Правительство УНР в изгнании (1920—1948).
После убийства в Париже С. Петлюры стал его преемником и возглавил Директорию УНР (1926). С 1926 года и до самой смерти в 1954 году — возглавлял правительство УНР в изгнании. Жил в Варшаве под постоянным надзором польской полиции.
Во время Второй мировой войны, с санкции немецких властей, участвовал в деятельности Украинского центрального комитета, возглавлял Украинский национальный совет, в 1945 году вошёл в состав Украинского национального комитета.
В 1947 году в результате соглашения между украинскими партиями, действовавшими в эмиграции, был вновь образован орган под названием «Украинский Национальный Совет» как предпарламент Украинской народной республики. Он избрал А. Ливицкого «президентом Украины в изгнании», позднее на эту должность избирались С. Витвицкий, с 1965 года — Н. Ливицкий (сын А. Ливицкого) и М. Плавьюк; последний в 1992 году торжественно передал свои регалии первому избранному президенту Украины Л. М. Кравчуку.
Дочь — Н. Ливицкая-Холодная (1902—2005), украинская писательница и поэтесса.
Умер 17 января 1954 года в Карлсруэ (Германия). Похоронен на православном кладбище в Саут-Баунд-Бруке (США).

## Галерея

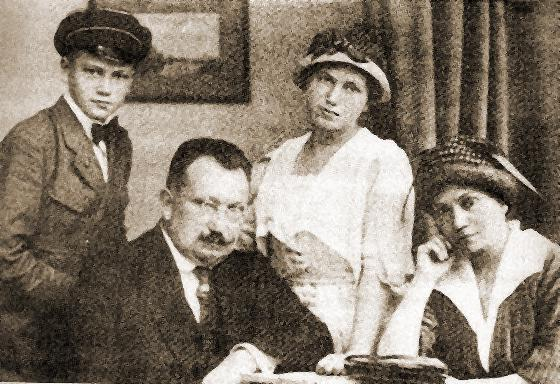
Ливицкий с семьёй, 1920
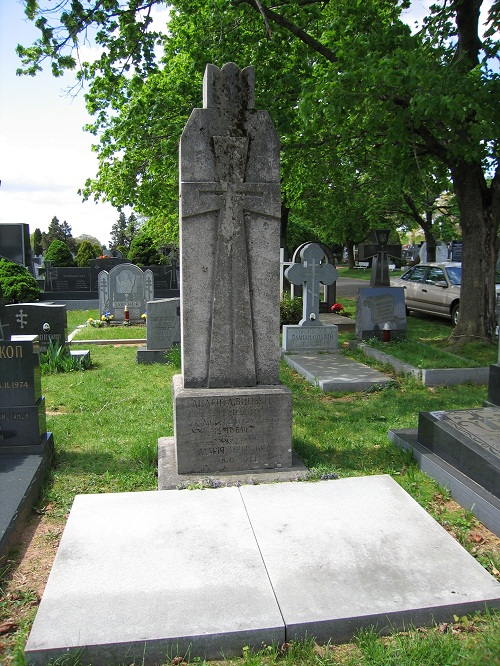
Могила в Саут-Баунд-Брук
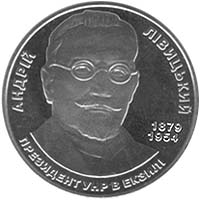
На юбилейной монете